# 阿韦利亚诺萨德穆尼奥
阿韦利亚诺萨德穆尼奥，是西班牙卡斯蒂利亚-莱昂布尔戈斯省的一个市镇。总面积37平方公里，总人口152人（2001年），人口密度4人/平方公里。